# ОШ „Ристо Пророковић” Невесиње
ОШ „Ристо Пророковић” је једна од основних школа на подручју општине Невесиње. Налази се Невесињу на адреси Обрена Ивковића бб. Име је добила по Ристи Пророковићу који је у својој кући основао прву школу на територији Невесиња. 

## Историјат
Основана је у приватној кући породице Пророковић 1886. године. Школу је основао Ристо Пророковић (1869-1908). Шест година касније 1892. године саграђена је прва намјенска зграда школе, а садашња школа са 17 учионица, пратећим просторијама и фискултурном салом саграђена је 1962. године. Током владавине Аустроугарске монархије школе у Невесињу су радиле повремено. Од 1958. школа носи име Риста Пророковић. Школске 1965/1966 школа је имала 2961 ученика и око 60 наставника. До припајања централној школи свих основних школа на подручју општине Невесиње дошло је 1974. године. Мања зграда уз постојећу "централну" школу са 4 учионице саграђена је 1994. године. Подручне школе налазе се у Кифином селу (деветогодишња), Оџаку (деветогодишња), у Зови До (деветогодишња),  Придворицима(деветогодишња), Крековима (петоразредна), Братач у(петоразредна), Џиновој махали (петоразредна), Биограду (петоразредна), Удрежњу (петоразредна), Бијењи (петоразредна).